# Frampton Comes Alive! II
Frampton Comes Alive! II es un álbum en vivo de Peter Frampton, publicado en 1995. Es la secuela del exitoso álbum Frampton Comes Alive! de 1976.
Alcanzó la posición No. 121 en la lista de éxitos británica UK Albums Chart.

## Lista de canciones

### Disco Uno
1. "Introduction by Jerry Pompili"
2. "Day in the Sun"
3. "Lying"
4. "For Now"
5. "Most of All"
6. "You"
7. "Waiting For Your Love"
8. "I'm in You"
9. "Talk To Me"
10. "Hang on to a Dream"
11. "Can't Take That Away"
12. "More Ways Than One"
13. "Almost Said Goodbye"
14. "Off The Hook"

### Disco Dos (Edición Especial)
1. "Show Me The Way"
2. "Nassau/Baby, I Love Your Way"
3. "Lines on My Face"
4. "Do You Feel Like We Do"

## Créditos
- Peter Frampton–guitarra, voz
- Bob Mayo–teclados, guitarra
- John Regan–bajo
- John Robinson–batería